# Zervan

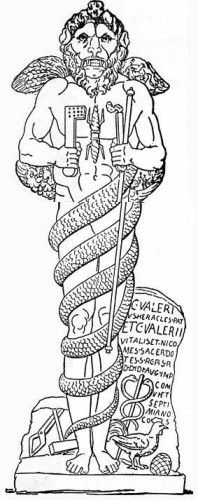
Divinité à tête de lion du mithraeum de Ostia Antica (CIMRM 312)

Zervan (ou Zurvan) est le dieu créateur du zervanisme, une forme du zoroastrisme. Personnifiant le temps et l'éternité, il est le père d'Ahura Mazda et de son adversaire Angra Mainyu.
Son nom correspond au terme moyen perse zurwān ("Temps"), qui dérive de l'Avestan zruvā ("Temps"). On a retrouvé des inscriptions contenant les consonnes zrw(n) et zraovo qui laissent entendre que Zervan aurait été vénéré comme divinité suprême en Sogdiane et en Bactriane.
Au 3e siècle, son nom est utilisé par les Manichéens, pour qui Zervan était l'un des noms de Abbā dəRabbūṯā (« Père de la Lumière » en araméen).
Dans les mithraeum romains, on trouvait des représentations d'un homme ailé à tête de lion (parfois un homme barbu) autour duquel est enroulé un serpent. Ces représentations ont été interprétées par Franz Cumont, éminent spécialiste du culte de Mithra, comme étant des portraits de Zervan. Cette interprétation est aujourd'hui remise en question par la comparaison aux mythes iraniens et zoroastriens antiques. On ne sait pas si c'est Zervan qui est représenté, ou Éon (qui aurait été fondu avec lui), ou quelque chose de totalement différent.[réf. nécessaire]